# Possessor
Possessor es una película canadiense-británica de terror psicológico y ciencia ficción de 2020 escrita y dirigida por Brandon Cronenberg. La película está protagonizada por Andrea Riseborough, Christopher Abbott, Rossif Sutherland, Tuppence Middleton, Sean Bean y Jennifer Jason Leigh.
Possessor tuvo su estreno mundial en el Festival de Cine de Sundance el 25 de enero de 2020 y fue lanzada en los Estados Unidos y Canadá el 2 de octubre de 2020 por Neon y Elevation Pictures. Fue estrenada en el Reino Unido el 27 de noviembre de 2020 por Signature Entertainment. La película fue especialmente elogiada por su originalidad y las actuaciones de Riseborough, Abbott, Leigh y Gabrielle Graham.

## Argumento
En un 2008 alternativo, Tasya Vos (Andrea Riseborough) es una asesina que toma el control de los cuerpos de otros para llevar a cabo sus golpes. A través de un implante instalado en el cerebro del anfitrión involuntario, Vos puede usar una máquina especial para insertar su conciencia en sus mentes. Luego, regresa a su propio cuerpo, obligando al anfitrión a suicidarse al final de cada trabajo.
Debido a la cantidad de tiempo que pasa controlando a otras personas, Vos lucha con un creciente desapego de su propia identidad y no puede separar completamente su trabajo de sus interacciones con su esposo Michael (Rossif Sutherland) y su hijo Ira. Ella "practica" asumiendo su personalidad normal de la misma manera que practica haciéndose pasar por sus anfitriones. Los pensamientos de violencia la persiguen durante su vida doméstica ordinaria, como cuando acuesta a Ira o tiene relaciones sexuales con Michael.
La jefa de Vos, la asesina retirada Girder (Jennifer Jason Leigh), critica su deseo de permanecer conectada con su familia y expresa la creencia de que Vos sería un mejor asesino sin apegos personales. En una sesión informativa destinada a reconectarla con su identidad real, Vos clasifica una serie de objetos asociados con recuerdos personales y se detiene en una mariposa que prendió y enmarcó cuando era niña. Ella le dice a Girder que se siente culpable por matarlo.
A pesar de su frágil estado mental y la fatiga con su trabajo, Vos acepta realizar un gran golpe contra el millonario CEO John Parse (Sean Bean) y su hija Ava (Tuppence Middleton), a través de la posesión del prometido de Ava, Colin Tate (Christopher Abbott). El golpe es solo un éxito parcial: Ava muere, pero Parse sobrevive. Vos intenta huir de la escena obligando a Tate a dispararse, pero descubre que ella no puede obligarlo a apretar el gatillo.
En cambio, Tate se apuñala a sí mismo en el cráneo en un acto de rebelión. Esto daña el implante y Vos descubre que ya no puede abandonar el cuerpo de Tate o dominar su voluntad. Tate, recuperando el control, no sabe por qué mató a su novia o por qué ha comenzado a experimentar recuerdos falsos y fragmentados de la vida de otra persona, Vos.
Tate, traumatizado y desorientado, huye de la escena del crimen al apartamento de su amiga Reeta (Kaniehtiio Horn). Mata a Reeta mientras lucha con los recuerdos disociativos del golpe contra Parse y Ava. Eddie (Raoul Bhaneja), otro empleado de la empresa de Vos, llega al apartamento para ayudarla a recuperar el control y completar el suicidio de Tate. El intento falla. Vos todavía no puede hacer que Tate se mate. En cambio, Tate se da cuenta de su presencia dentro de su cuerpo; su conciencia domina la de ella en una confrontación psíquica, dándole acceso a los recuerdos de su esposo, hijo y hogar. Mata a Eddie durante su batalla interna.
Tate luego va a la casa de Vos y apunta a su esposo con una pistola, exigiendo saber qué le hizo. Vos aparece e incita a Tate a matar a Michael para que pueda liberarse de sus apegos personales. Cuando Michael golpea el arma de la mano de Tate, Tate lo mata con un cuchillo de carnicero. Momentos después, Ira apuñala a Tate en la garganta y finalmente lo mata. Tate usa sus últimos momentos para disparar fatalmente a Ira, aunque el asesinato es retratado como la propia Vos disparándole a Ira, su hijo.
Vos regresa a su propio cuerpo y descubre que Girder había tomado el control de Ira para terminar su lucha con Tate. Con Ira y Michael muertos, ahora está libre de todos los apegos humanos, tal como quería Girder.
En otro interrogatorio, Vos clasifica los mismos objetos personales del comienzo de la película. Vuelve a tocar la mariposa, pero no se siente culpable por haberla matado.

## Reparto
- Andrea Riseborough como Tasya Vos
- Christopher Abbott como Colin Tate
- Rossif Sutherland como Michael Vos
- Tuppence Middleton como Ava Parse
- Sean Bean como John Parse
- Jennifer Jason Leigh como Girder
- Kaniehtiio Horn como Reeta
- Raoul Bhaneja como Eddie
- Gage Graham-Arbuthnot como Ira Vos
- Gabrielle Graham como Holly Bergman

## Producción
En mayo de 2018, se anunció que Andrea Riseborough y Christopher Abbott se habían unido al elenco de la película, con Brandon Cronenberg dirigiendo a partir de un guion que él mismo escribió. Fraser Ash, Niv Fichman, Kevin Krikst y Andrew Starke producirían la película bajo sus carteles de Rhombus Media y Rook Films. Telefilm Canada también produciría la película, mientras que Elevation Pictures la distribuiría en Canadá. En febrero de 2019, Jennifer Jason Leigh, Stacy Martin y Sean Bean se unieron al elenco de la película. En mayo de 2019, Tuppence Middleton se unió al elenco de la película, con Middleton reemplazando a Martin.
La fotografía principal de la película comenzó el 9 de abril de 2019.

## Lanzamiento
En noviembre de 2018, Well Go USA Entertainment adquirió los derechos de distribución de la película. Luego, la película tuvo su estreno mundial en el Festival de Cine de Sundance el 25 de enero de 2020. Poco después, Neon adquirió los derechos de distribución de la película, y Well Go USA solo manejó el lanzamiento de medios de la cinta. Fue lanzada en los Estados Unidos y Canadá el 2 de octubre de 2020. Signature Entertainment distribuyó la película en el Reino Unido, siendo estrenada en aquel país el 27 de noviembre de 2020.

## Recepción
En el sitio web del agregador de reseñas Rotten Tomatoes, el 93% de las 134 calificaciones de los críticos son positivas para Possessor, y la calificación promedio es de 7.7/10. El consenso de la página web dice: "Además de la refinación de su visión provocadora, el escritor y director Brandon Cronenberg utiliza Possessor como un mecanismo de entrega para las emociones perturbadoras con estilo". En Metacritic, la película tuvo un puntaje promedio ponderado de 72 sobre 100, basado en 23 críticos, lo que indica "críticas generalmente favorables".
La película recibió una crítica positiva de David Sims en The Atlantic, quien escribió: "Cronenberg no solo busca provocar con sangre y agallas; como toda buena ficción distópica, Possessor ofrece observaciones inquietantes y oportunas sobre el mundo en el que ya vivimos". Fue seleccionada en la lista Critic's Pick de The New York Times, con Glenn Kenny elogiando la sofisticación formal de la película.
La secuencia de apertura de la película fue objeto de elogios, particularmente por actuación de Gabrielle Graham como Holly en la secuencia. David Ehrlich de IndieWire lo llamó "un prólogo fríamente convincente"; y Wendy Ide de Screen Daily estuvo de acuerdo: "En un cameo memorable en la apertura de la película, Gabrielle Graham también tiene un impacto".
Meagan Navarro de Bloody Disgusting le dio a la película una puntuación de 4,5 sobre 5, escribiendo: "Al igual que el padre David Cronenberg, Brandon Cronenberg tiene una forma única de probar los límites de la comodidad y explorar la mente y el cuerpo humanos en moda aprensiva". John DeFore de The Hollywood Reporter elogió la dirección de la película, las imágenes, así como sus actuaciones y efectos especiales. Rob Hunter de Film School Rejects le dio a la película una crítica positiva, escribiendo: "Possessor conserva el amor de su familia por el horror corporal y la electrónica moralmente mal utilizada, también maneja un ritmo fascinante, personajes atractivos, violencia implacablemente brutal, penes erectos, una máscara de Halloween imprescindible, un Sean Bean mezquino, un final infernal y más. Sin embargo, es fantástica y cruelmente inolvidable". Chris Evangelista de Slashfilm le dio a la película 10 sobre 10, escribiendo: "Bañado en sangre e implacablemente agresiva, el Possessor de Brandon Cronenberg es diferente a cualquier cosa que hayas visto antes. Es una obra singular, tan espantosa, tan única y tan brutal que asombrará a algunos y disgustará a otros".
Chris Bumbray de JoBlo.com dio a la película una puntuación de 8 sobre 10, indicando que la película "recuerda mucho a los anteriores trabajos de su padre David Cronenberg". Bunbray alabó también las actuaciones de Abbott y Riseborough.

## Premios y nominaciones
| Premio                                   | Categoría                                                | Nominado           | Resultado | Ref(s) |
| ---------------------------------------- | -------------------------------------------------------- | ------------------ | --------- | ------ |
| Chicago Film Critics Association Awards  | Mejores Efectos Visuales                                 | Murray Barber      | Nominado  | [ 26 ] |
| Florida Film Critics Circle Awards       | Mejores Efectos Visuales                                 | Murray Barber      | Ganador   | [ 27 ] |
| Fright Meter Awards                      | Mejor Actor                                              | Christopher Abbott | Nominado  | [ 28 ] |
| Fright Meter Awards                      | Mejor Director                                           | Brandon Cronenberg | Nominado  | [ 28 ] |
| Indiana Film Journalists Association, US | Mejor Guion Original                                     | Brandon Cronenberg | Nominado  | [ 29 ] |
| Indiana Film Journalists Association, US | Mejor Director                                           | Brandon Cronenberg | Nominado  | [ 29 ] |
| Indiana Film Journalists Association, US | Mejor Actor                                              | Christopher Abbott | Nominado  | [ 29 ] |
| Indiana Film Journalists Association, US | Mejor Banda Sonora                                       | Jim Williams       | Nominado  | [ 29 ] |
| Indiana Film Journalists Association, US | Mejor Visión Original                                    | Possessor          | Nominado  | [ 29 ] |
| L'Etrange Festival                       | Mejor Largometraje                                       | Brandon Cronenberg | Nominado  | [ 28 ] |
| Festival de Cine de Sitges               | Mejor Película                                           | Possessor          | Ganador   | [ 30 ] |
| Festival de Cine de Sitges               | Mejor Director                                           | Brandon Cronenberg | Ganador   | [ 30 ] |
| Splat! FilmFest                          | Mejor Película                                           | Possessor          | Nominado  | [ 28 ] |
| Splat! FilmFest                          | Mejores Efectos Especiales                               | Murray Barber      | Ganador   | [ 28 ] |
| Splat! FilmFest                          | Película más Impactante                                  | Possessor          | Ganador   | [ 28 ] |
| Festival de Cine de Sundance             | Premio del Jurado - Drama                                | Brandon Cronenberg | Nominado  | [ 31 ] |
| Chicago Indie Critics Awards             | Mejor Maquillaje                                         | Dan Martin         | Nominado  | [ 32 ] |
| Columbus Film Critics Association        | Mejor Película Ignorada                                  | Possessor          | Nominado  | [ 33 ] |
| Critics' Choice Super Awards             | Mejor Película de Ciencia Ficción/Fantasía               | Possessor          | Nominado  | [ 34 ] |
| Critics' Choice Super Awards             | Mejor Actor en una Película de Ciencia Ficción/Fantasía  | Christopher Abbott | Nominado  | [ 34 ] |
| Critics' Choice Super Awards             | Mejor Actriz en una Película de Ciencia Ficción/Fantasía | Andrea Riseborough | Nominado  | [ 34 ] |
| Denver Film Critics Society              | Mejor Película de Horror/Ciencia Ficción                 | Possessor          | Nominado  | [ 35 ] |
| Hawaii Film Critics Society              | Mejor Película Ignorada                                  | Possessor          | Ganador   | [ 36 ] |
| Hawaii Film Critics Society              | Mejor Película de Horror                                 | Possessor          | Nominado  | [ 36 ] |
| Hawaii Film Critics Society              | Mejor Película de Ciencia Ficción                        | Possessor          | Nominado  | [ 36 ] |
| New Mexico Film Critics                  | Mejor Guion Original                                     | Brandon Cronenberg | Ganador   | [ 37 ] |
| St. Louis Film Critics Association, US   | Mejor Película de Horror                                 | Possessor          | Nominado  | [ 38 ] |